# Mádl Ildikó
Mádl Ildikó (Tapolca, 1969. november 5. –) magyar sakkozó, nemzetközi mester, női nemzetközi nagymester, kétszeres sakkolimpiai aranyérmes és kétszeres ezüstérmes, U16-os ifjúsági és U20-as junior világbajnok, ifjúsági és junior Európa-bajnok, ötszörös magyar bajnok. 2015-től több éven át a Magyar Sakkszövetség elnökségének tagja volt.
Férje Dobos József nemzetközi mester. Két leányuk van.

## Pályafutása
Édesapjától tanult meg sakkozni, majd 1978-ban a tapolcai Mereszjev sakkiskolába került.
1982-ben és 1983-ban megnyerte az U13 és U15 korosztályos magyar bajnokságot. 13 éves korában első lett az U20 junior magyar bajnokságon, és 3. helyezést ért el a felnőtt magyar bajnokságon.
Fiatalon bekerült a nemzetközi élvonalba. Első nagy nemzetközi sikere 1983/84-ben a Straubingban rendezett nemzetközi ifjúsági verseny megnyerése volt. 1984-ben a Champigny-sur-Marne-ban rendezett U16 korosztályos ifjúsági világbajnokságon, és a Katowicéban rendezett U20 junior Európa-bajnokságon egyaránt első lett, és ez utóbbi címét 1986-ban Herkulesfürdőn megvédte. 1985-ben még csak 3. helyezést ért el a Dobrnában rendezett U20 junior világbajnokságon, 1986-ban azonban már aranyéremmel távozott a Vilniusban rendezett versenyről. 1989-ben még egy ezüstéremmel egészítette ki a junior világbajnokságokról szerzett éremkollekcióját.
Felnőtt női magyar bajnokságon első 1985-ben, 1990-ben, 1991-ben és 1993-ban, majd 2014-ben. Második 1995-ben és 1997-ben, harmadik 1982-ben és 1983-ban.
1984-ben szerezte meg a női nemzetközi mesteri (WIM), és 1986-ban kapta meg a női nagymesteri (WGM) címet. 1992-ben férfiakkal közös mezőnyben is nemzetközi mesteri (IM) címet szerzett. Több nagy nemzetközi versenyen végzett előkelő helyen. 1986-ban Tapolcán az 1-2. helyen végzett, Jajcéban a 2-3. helyet szerezte meg.
1987 és 1991 között három alkalommal vett részt a világbajnokjelöltek zónaközi döntőjén.
2000-ben a K.O. Európa-bajnokságon bejutott az első nyolc közé. 2001-ben megnyerte az International Brauhaus-Riegele versenyt Augsburgban, és ugyanebben az évben vereség nélkül nyerte a Tel Aviv Chess Festivalt Izraelben. 2002-ben első lett a 13th International Augsburg IM-versenyen. 2011-ben a XXX. Zalakarosi Sakkfesztiválon megnyerte az Aquaprofit Nyílt Magyar Női bajnokságot.
Élő-pontszáma 2018. novemberben 2308, amellyel a magyar női ranglistán az aktív versenyzők között a 8. helyen áll. Legmagasabb pontértéke 2435 volt 1999. júliusban. Legjobb helyezése a női világranglistán 1993. júliusban a 10. hely volt.
Az utóbbi években edzőként is működik, ő vezeti a Zalaegerszegi Csuti-Hydrocomp Sakkiskola lánycsapatának edzéseit. 30 év után visszatért szülővárosába Tapolcára, és a Tapolcai Sakkiskola edzőjeként is dolgozik. Ő készítette fel az U8 korosztályos világbajnokságon 2012-ben 3. helyezést elért magyar versenyzőt, Juhász Juditot.

## Eredményei csapatban
1984 és 2014 között 14 sakkolimpián képviselte a magyar színeket, ezeken a csapattal két alkalommal (1988 és 1990) aranyérmet, két alkalommal (1986-ban és 1994-ben) ezüstérmet szerzett. A 2014-es sakkolimpián nagy visszatérőként a magyar csapat legjobb pontszerzőjének bizonyult.
Hét alkalommal szerepelt a Sakkcsapat Európa-bajnokságon a magyar válogatott tagjaként: 1992 és 2011 között, valamint 2015-ben. Ezek közül 1999-ben az első táblán a mezőnyben a 3. legjobb eredményt érte el.
Tagja volt a Bajnokcsapatok Európa Kupájában 1993-ban ezüstérmet szerzett Budapesti Honvéd sakkcsapatának.

## Kiemelkedő versenyeredményei

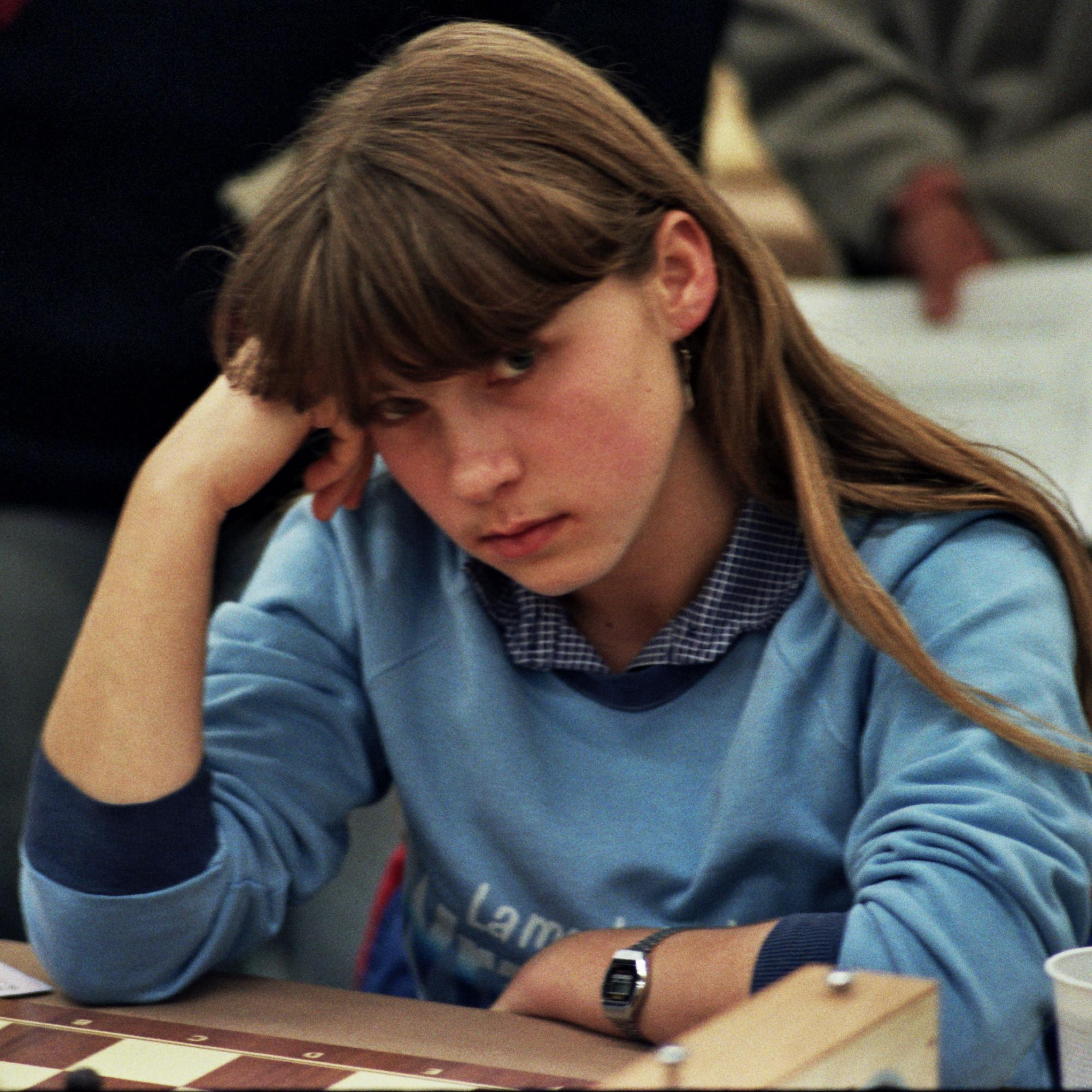
Mádl Ildikó 1984-ben

- 1984 U16 Ifjúsági világbajnokság, aranyérem
- 1984 U20 Junior Európa-bajnokság aranyérem
- 1985 Női nemzetközi nagymesteri cím
- 1985 U20 Junior világbajnokság bronzérem
- 1986 Ifjúsági Európa-bajnokság, aranyérem
- 1986 U20 Ifjúsági világbajnokság, aranyérem
- 1986 Dubai sakkolimpia, ezüstérem
- 1988 Szaloniki sakkolimpia, aranyérem
- 1989 U20 Junior világbajnokság ezüstérem
- 1990 Újvidéki sakkolimpia, aranyérem
- 1994 Moszkvai olimpia, ezüstérem
- 2001 Augsburg nemzetközi verseny, aranyérem
- 2001 Tel Aviv Chess Festival, aranyérem
- 2002 Augsburg IM verseny, aranyérem
- 2011 Nyílt Magyar Női Bajnokság 1. helyezés
- 2011 IX. Marx György sakk-emlékverseny, Paks 2. helyezés[16]
- 2012 Nyílt Magyar Női bajnokság 1. helyezés[17]
- 2014 Nyílt Magyar Női bajnokság 1. helyezés[18]

## Díjai, elismerései
- Kiváló Ifjúsági Sportoló (1985)[19]
- Az év magyar sakkozója (1987)
- Az év magyar csapata cím 1990.[20]
- A Magyar Népköztársaság Csillagrendje (1989)[21][22]
- Pro Urbe Zalaegerszeg díj (2002) a Csuti SK játékosaként[23]
- Tapolcán olimpiai emléktábla őrzi nevét[24]
- A Magyar Sakk Szövetség Emlékplakettje a 25 évvel korábban elért olimpiai győzelemért (2013)[25]